# Annabel Gummow
Annabel Gummow (ur. 16 września 1993) – brytyjska lekkoatletka specjalizująca się w biegach długich. 
W 2009 zajęła siódmą lokatę w biegu na 3000 metrów podczas mistrzostw świata juniorów młodszych, a w 2011 zdobyła w Tallinnie brązowy medal mistrzostw Europy juniorów w biegu na 5000 metrów.
Uczestniczka mistrzostw świata w biegach przełajowych oraz mistrzostw Europy w biegach przełajowych (dwa złota w rywalizacji drużynowej). 
Rekordy życiowe: bieg na 3000 metrów – 9:30,06 (3 czerwca 2009, Twickenham); bieg na 5000 metrów  – 15:53,27 (28 maja 2011, Manchester). 

## Osiągnięcia
| Rok  | Impreza                                   | Miejsce          | Konkurencja    | Lokata      | Wynik    |
| ---- | ----------------------------------------- | ---------------- | -------------- | ----------- | -------- |
| 2009 | Mistrzostwa świata juniorów młodszych     | Tyrol Południowy | bieg na 3000 m | 7. miejsce  | 9:42,97  |
| 2010 | Mistrzostwa świata w biegach przełajowych | Bydgoszcz        | bieg juniorów  | 30. miejsce | 20:37    |
| 2010 | Mistrzostwa Europy w biegach przełajowych | Albufeira        | bieg juniorów  | 10. miejsce | 13:19    |
| 2011 | Mistrzostwa świata w biegach przełajowych | Punta Umbría     | bieg juniorów  | 22. miejsce | 20:20    |
| 2011 | Mistrzostwa Europy juniorów               | Tallinn          | bieg na 5000 m | 3. miejsce  | 16:14,62 |
| 2011 | Mistrzostwa Europy w biegach przełajowych | Velenje          | bieg juniorów  | 6. miejsce  | 13:34    |